# Шилкински хребет
Шѝлкинският хребет (на руски: Шилкинский хребет) е нископланински хребет в Забайкалието, в централната част на Забайкалски край на Русия. Разположен е покрай левия бряг на река Шилка (лява съставяща на Амур), от река Алеур (лява съставяща на Куенга, ляв приток на Шилка) на югозапад до долината на река Желтуга (ляв приток на Шилка) на североизток, на протежение от около 200 km и ширина до 45 km. В североизточната му част река Чьорная (ляв приток на Шилка) го проломява и го разделя на две части – по-голяма югозападна и по-малка североизточна. Максимална височина връх Маяк 1324 m, разположен в крайната му североизточна част. Изграден е основно от гранити, кристалинни шисти и пясъчници. Целият хребет е дълбоко разчленен от левите притоци на река Шилка – Чоча, Кара, Горбичанка и др. Склоновете му са обрасли с лиственична тайга. По цялото му северозападно подножие преминава участък от трасето на Транссибирска жп магистрала.

## Топографски карти
- N-50-Г, М:500 000[2]